# Tomohiro Taira
Tomohiro Taira (平 智広 Taira Tomohiro?, Tokio, 10 de mayo de 1990) es un futbolista japonés que juega como defensa en el Zweigen Kanazawa.

## Trayectoria

### Clubes
| Club                 | País  | Año       |
| -------------------- | ----- | --------- |
| F. C. Machida Zelvia | Japón | 2013-2015 |
| Tokyo Verdy          | Japón | 2016-2024 |
| Zweigen Kanazawa     | Japón | 2024-     |